# Boletaceae
Boletaceae (François Fulgis Chevallier, 1828) este o mare familie de ciuperci cu global aproximativ peste 800 de specii și variații (în Europa mai mult de 200), apărând pe teritoriul european în peste 20 de genuri și făcând parte din divizia Basidiomycota în Regnul Fungi și ordinul Boletales. Acest gen include nu numai specii  comestibile de mare popularitate ca hribii, ci de asemenea soiuri otrăvitoare, ca de exemplu buretele dracului, sau ciuperci fără mare valoare pentru om, ca genul Chalciporus. 
În România, Basarabia și Bucovina de Nord se dezvoltă în păduri (și montane) de conifere și/sau de foioase, începând în  mai până toamna târziu, în noiembrie, înainte de primul ger.

## Istoricul și răspândire

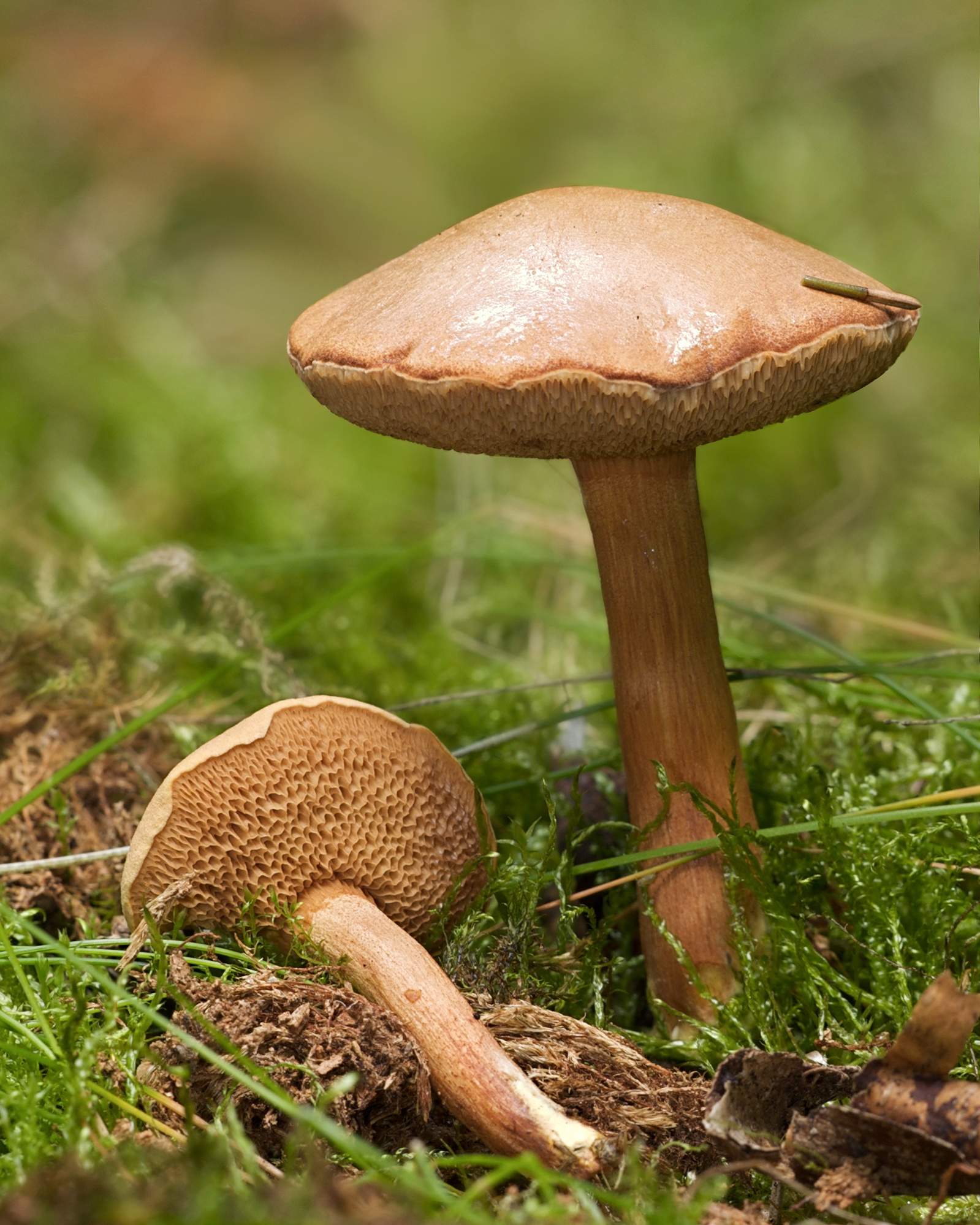
Chalciporus piperatus

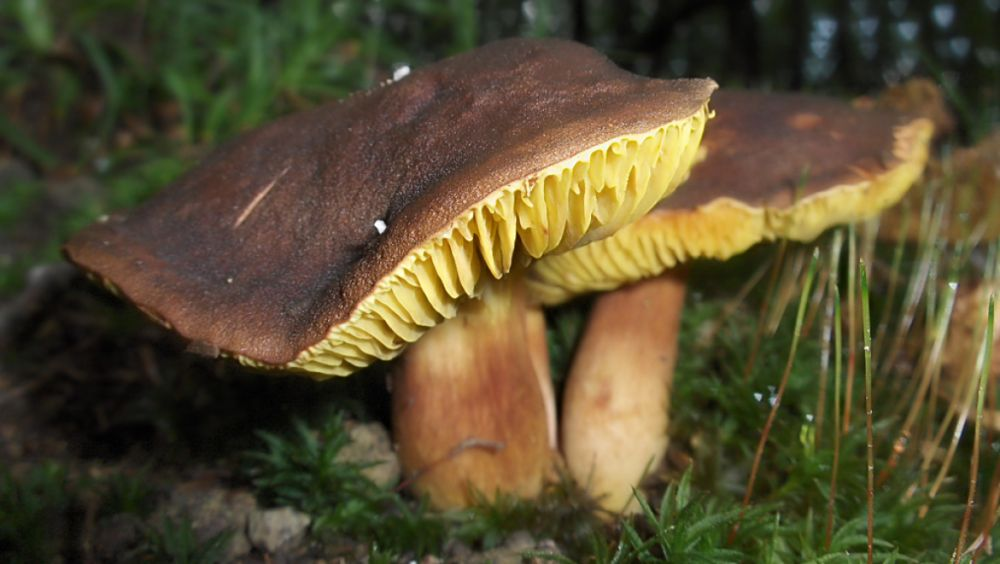
Phylloporus pelletieri

Boletaceele sunt o familie de ciuperci de diversificare mai recentă (între 44 și 34 milioane de ani) din timpul perioadei geologice Eocen, în diferență cu Agaricus (între 178 și 139 milioane de ani).
Deja pe la anul 228, retorul, sofistul și gramaticul antic grec Athenaeus Naucratita (Athḗnaios Naukrátios, greacă Ἀθήναιος Nαυκράτιος), menționează bureții respectiv uscării lor, iar Cassianus Bassus, un autor de cărți privind agricultura, îi pomenește într-o colecție enciclopedică, comandată de către împăratul bizantin Constantin al VII-lea Porfirogenet la inceputul secolului al 10-lea.
Familia a fost descrisă științific pentru prima dată de botanistul și micologul francez François Fulgis Chevallier, în 1826, ca soi distinct din familia Agaricaceae. Cinci genuri au fost incluse în circumscripția lui: Boletus, Cladosporus (acum Laetiporus), Physisporus (acum Perenniporia), Polyporus, și Fistulina. Clasificările vechi ale familiei bazează în principal pe morfologie, în consecință,  aceste soiuri poartă, în primul rând, un capac convex având tuburi. Dar filogenetica a integrat mai multe genuri noi în familie.
Această familie s-a răspândit peste toate continentele (în afară de Antarctida), cele mai multe specii în zone sub-tropicale. Cea mai largă gamă de soiuri se găsesc în Statele Unite, China și Japonia. Botanistul și micologul Edred John Henry Corner (1906-1996) a descoperit cel puțin 60 de specii în Singapore.  În anul 1972, el a descris 140 de specii în Malaya și Borneo, estimând, că un asemănător număr mai așteaptă să fie găsit în Australia.

## Descriere

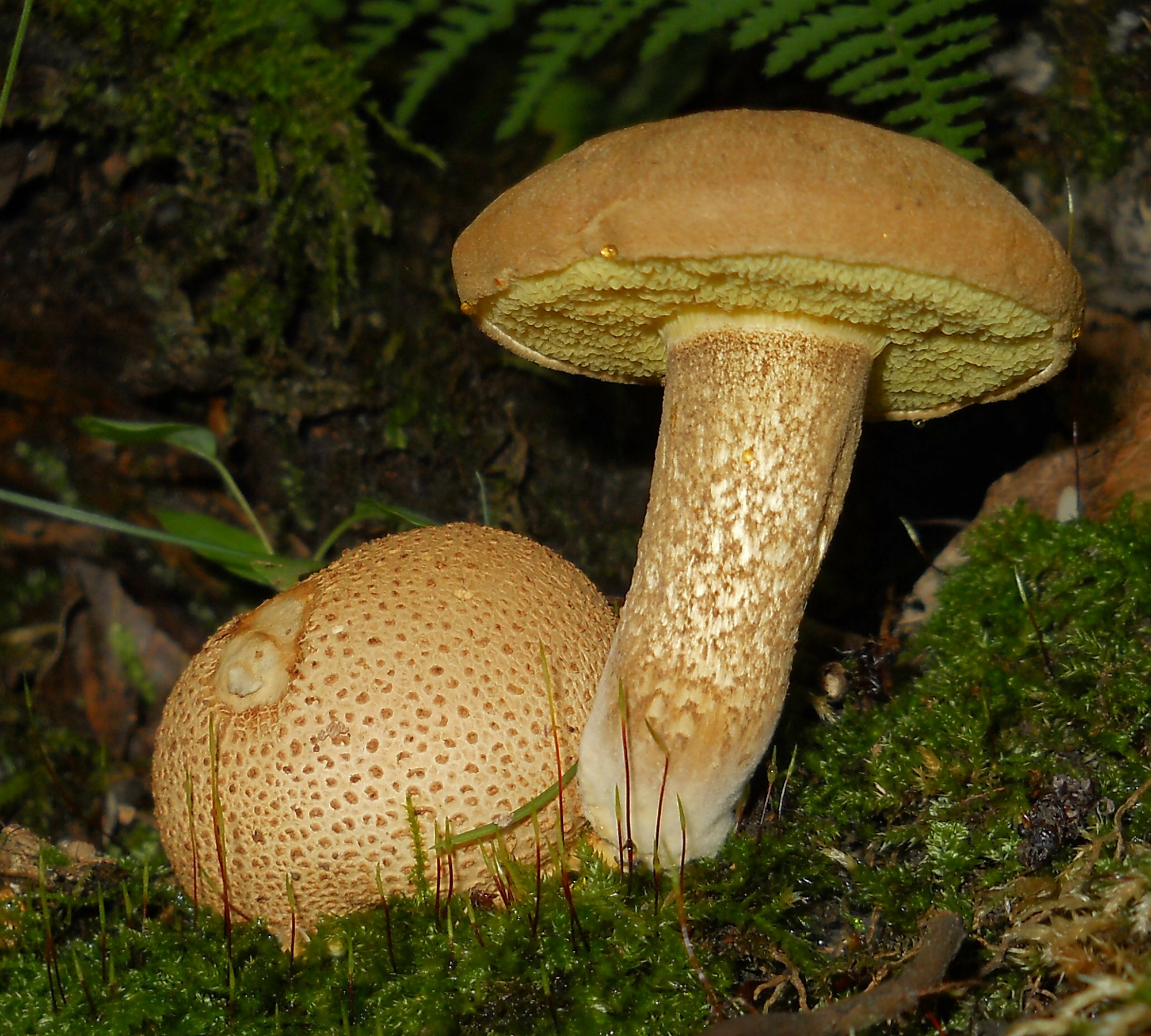
Pseudoboletus parasiticus

Speciile sunt în mod normal cărnoase, cu un picior adeseaoră bulbos, cea mai mare parte având tuburi, foarte rar lamele (probabil singurul reprezentant european: Phylloporus pelletieri sin.  Phylloporus rhodoxanthus), fiind himenofore sau organisme cu corp fructifer redus în mare măsură (Secotioidae). Tuburile se pot desprinde ușor de pălărie. Unii bureți sunt inițial acoperiți cu un văl, ale cărui rămășițe se ivesc în formă de manșetă pe tijă. 
Pulberea sporilor este, depinzând de specie, gălbuie, verde, gri-măslinie, maro-măslinie la maro violet, mai rar roză. Sporii sunt întotdeauna netezi. Multe specii se decolorează, odată tăiate, spre albastru sau verzui. Mai departe, cele mai multe  sunt în majoritate saprofite, care coabitează, fiind un simbiont micoriza (formează micorize pe rădăcinile arborilor). Unele puține trăiesc parazitar, de exemplu Pseudoboletus (Xerocomus) parasiticus pe corpurile fructifere ale Scleroderma citrinum.

## Genuri din familiaBoletaceae(selecție)
Următoarea listă cuprinde  specii europene din această familie.
- Aureoboletus (1957)
- Boletellus (1909)
- Boletinellus
- Boletopsis
- Boletus (1821)
- Buchwaldoboletus (1962)
- Butyriboletus (2014)
- Caloboletus (2014)
- Chalciporus (1908)
- Cyanoboletus (2014)
- Gastroboletus (1962)
- Gymnogaster
- Gyrodon
- Gyroporus
- Imleria sin. xerocomus (2014)
- Imperator (fungus) (2015)
- Leccinellum (2003)
- Leccinum (1821)
- Phylloporus (1888)
- Porphyrellus (1821)
- Pseudoboletus (1991)
- Retiboletus (2002)
- Rubroboletus (2014)
- Strobilomyces (1851)
- Tylopilus (1781)
- Xanthoconium (1844)
- Xerocomus (1877)

## Imagini (specii de genurile familieiBoletaceae)

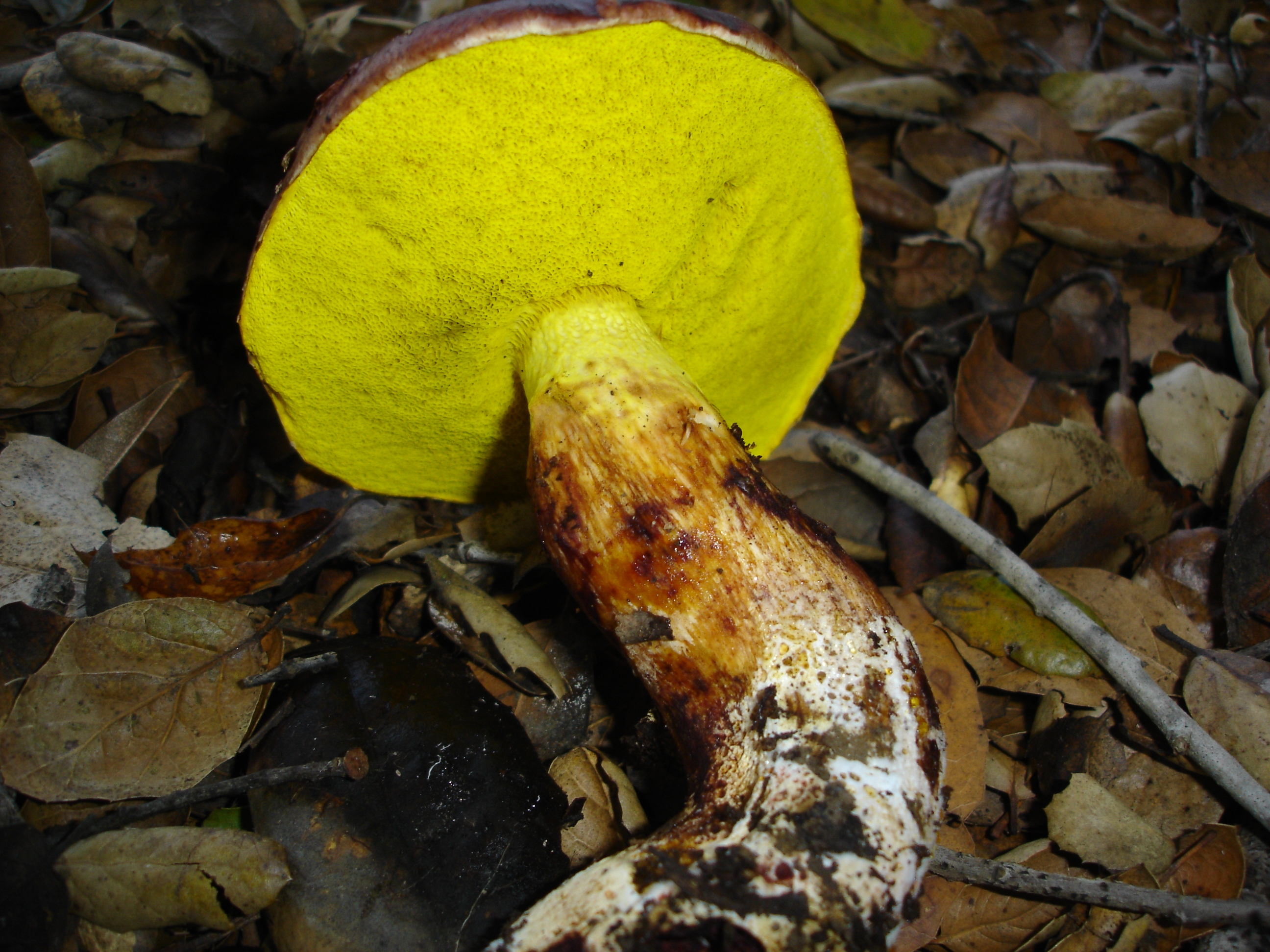
Aureoboletus flaviporus
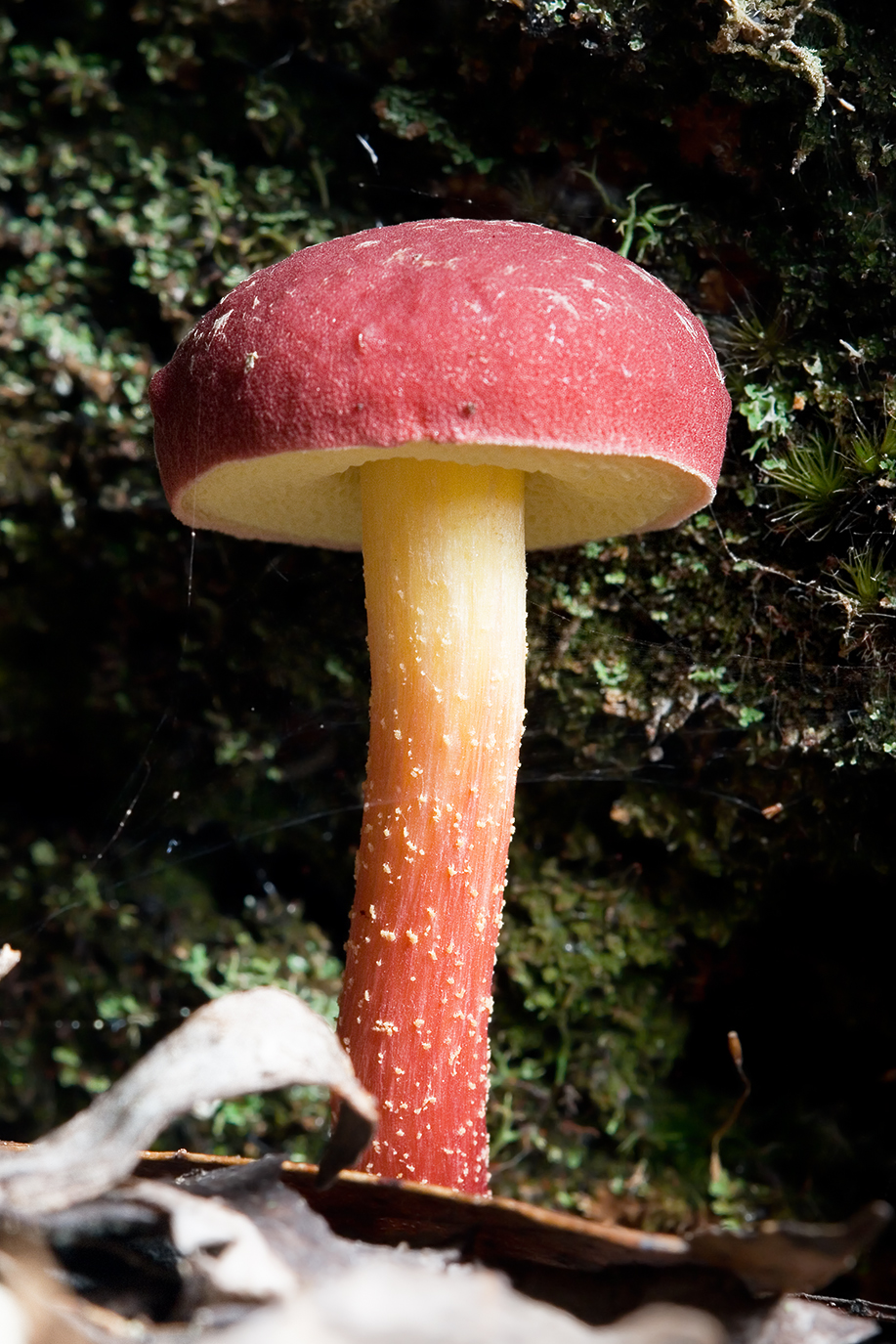
Boletellus obscurecoccineus
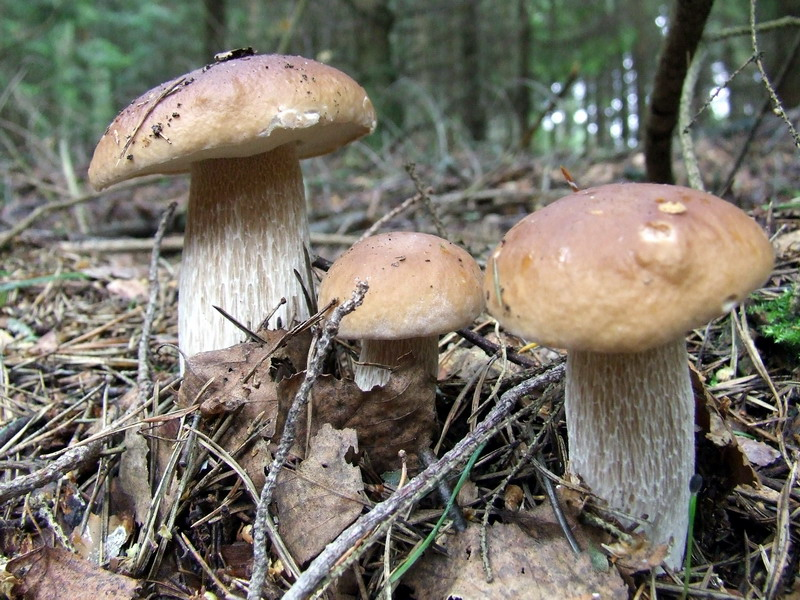
Boletus edulis
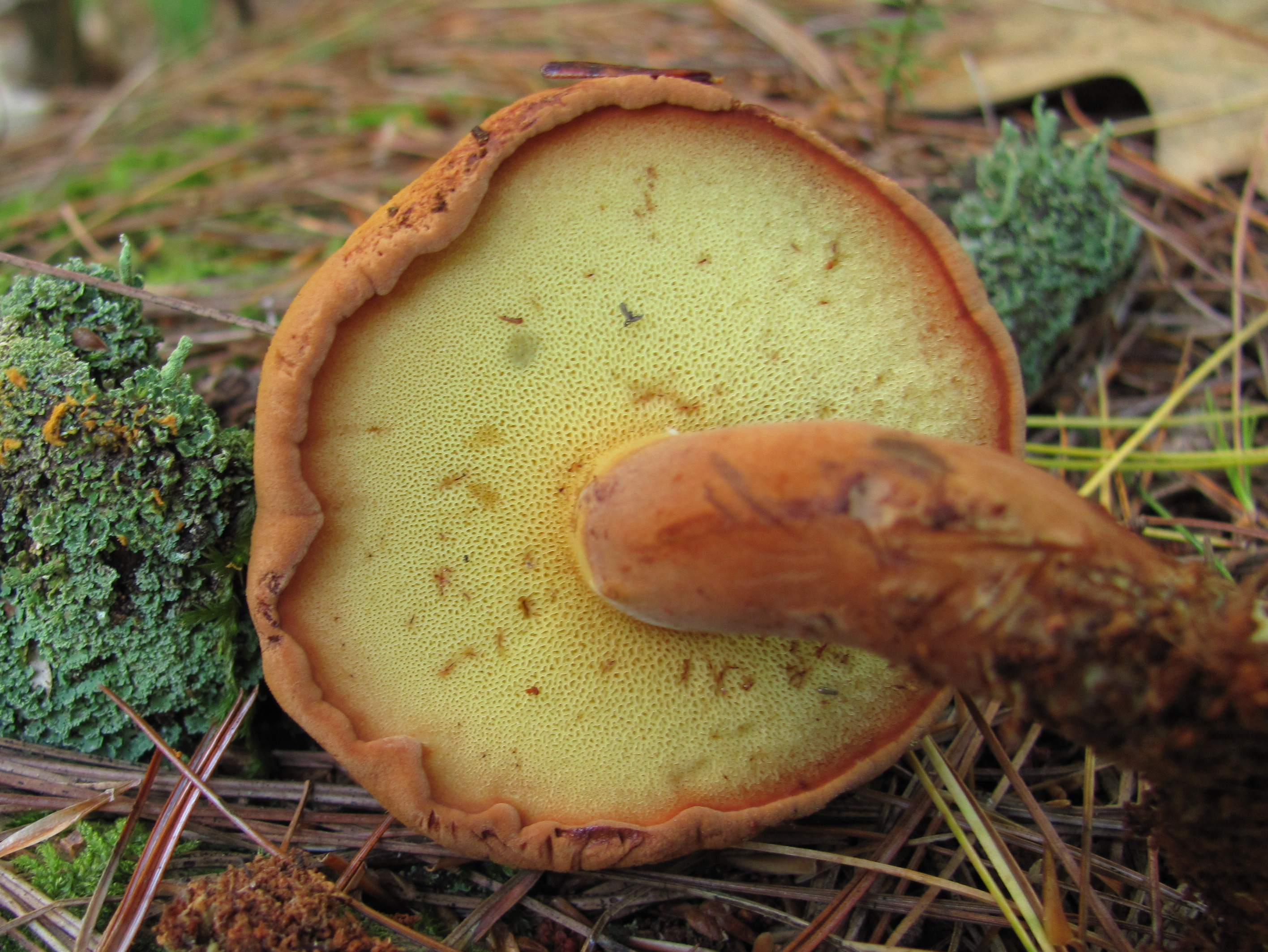
Buchwaldoboletus lignicola
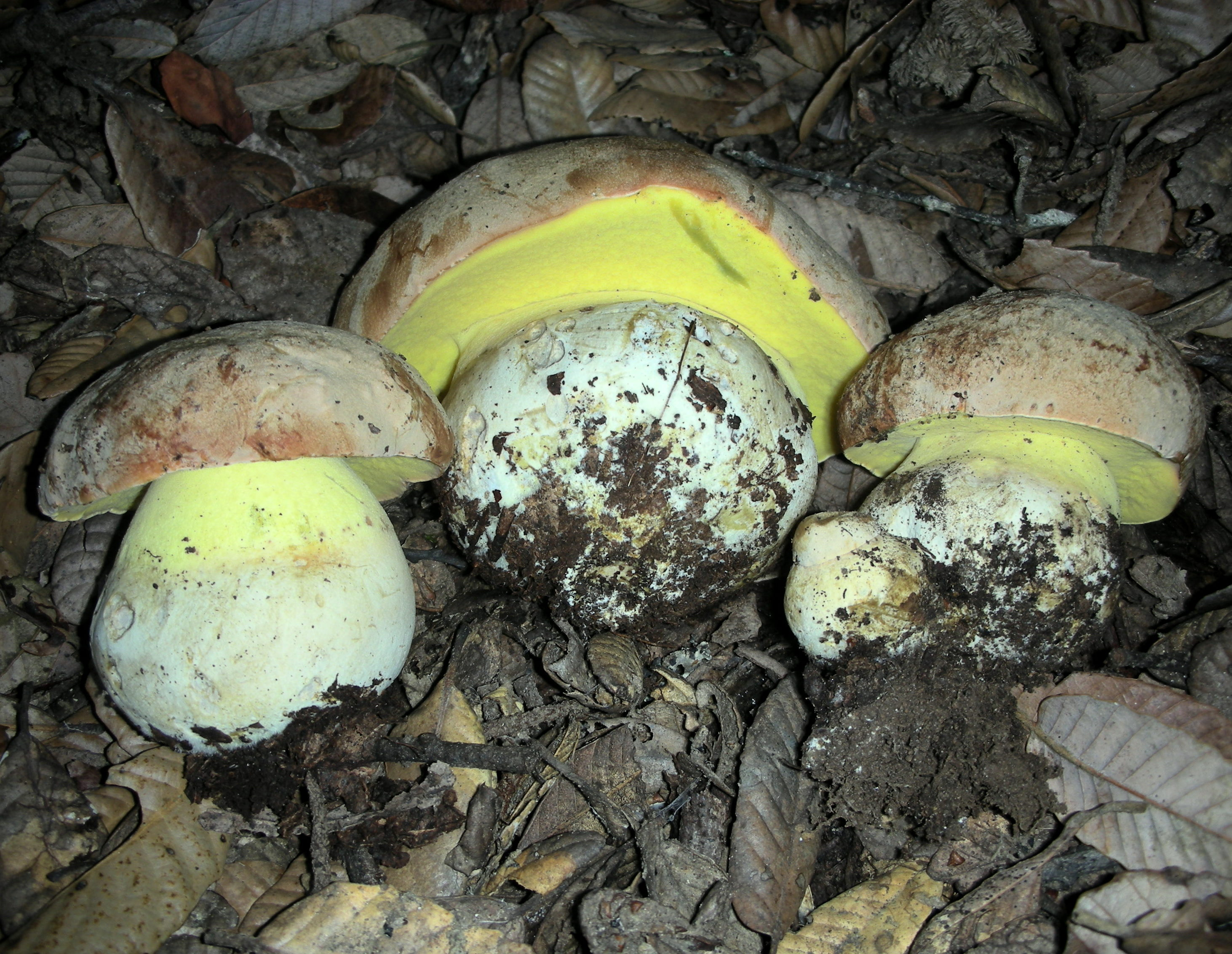
Butyriboletus persolidus
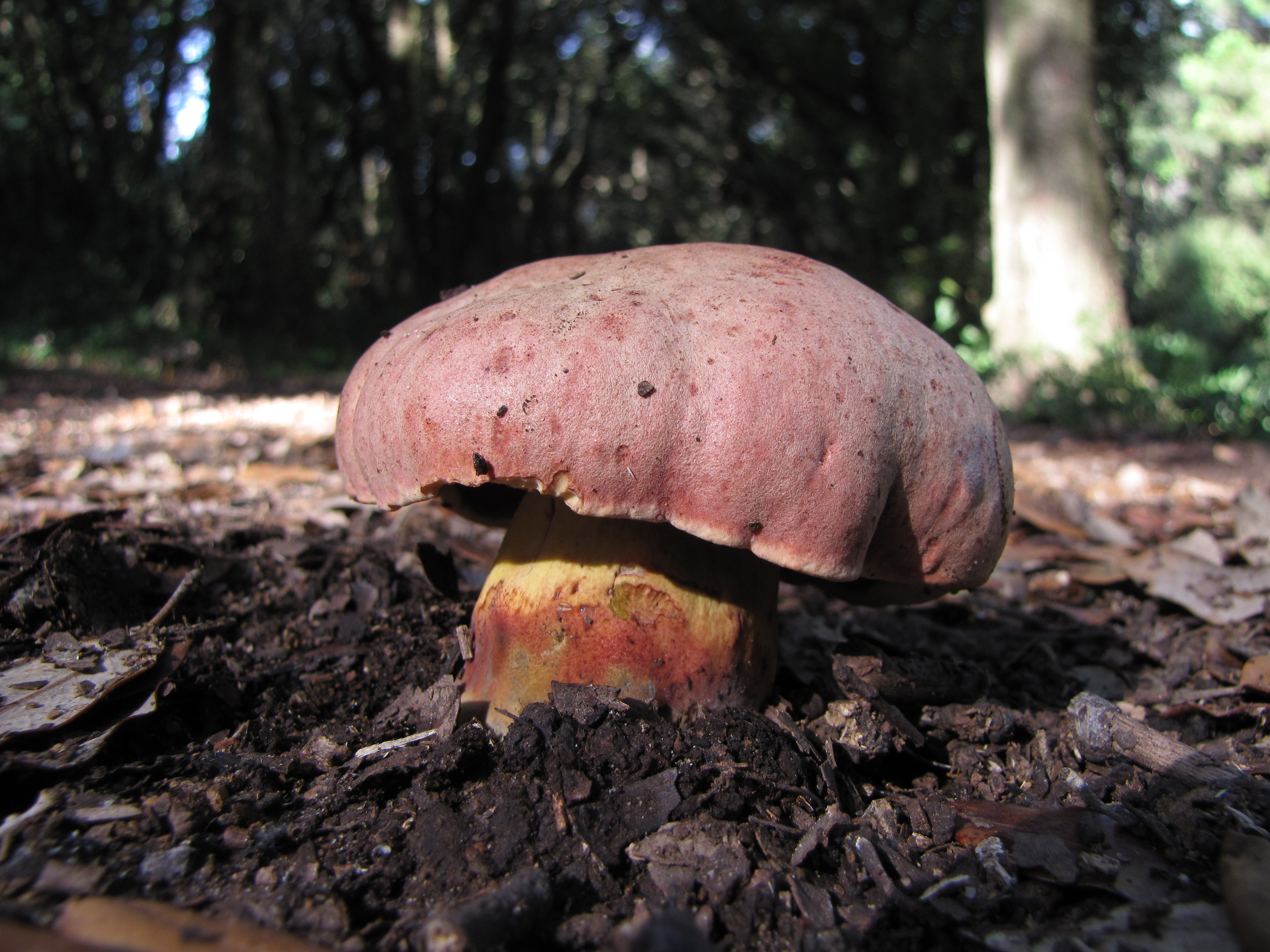
(Rubro)boletus lupinus
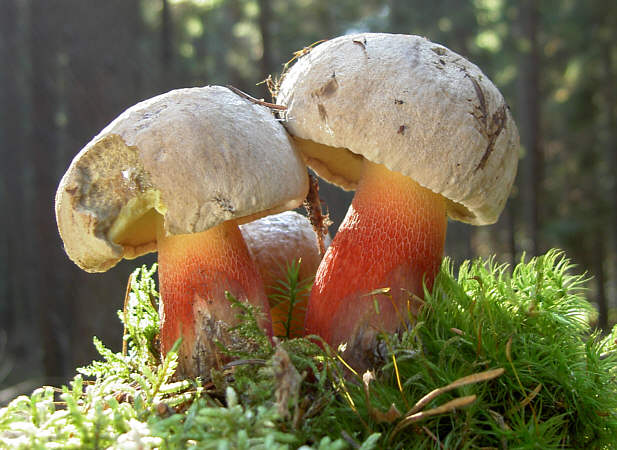
Caloboletus calopus
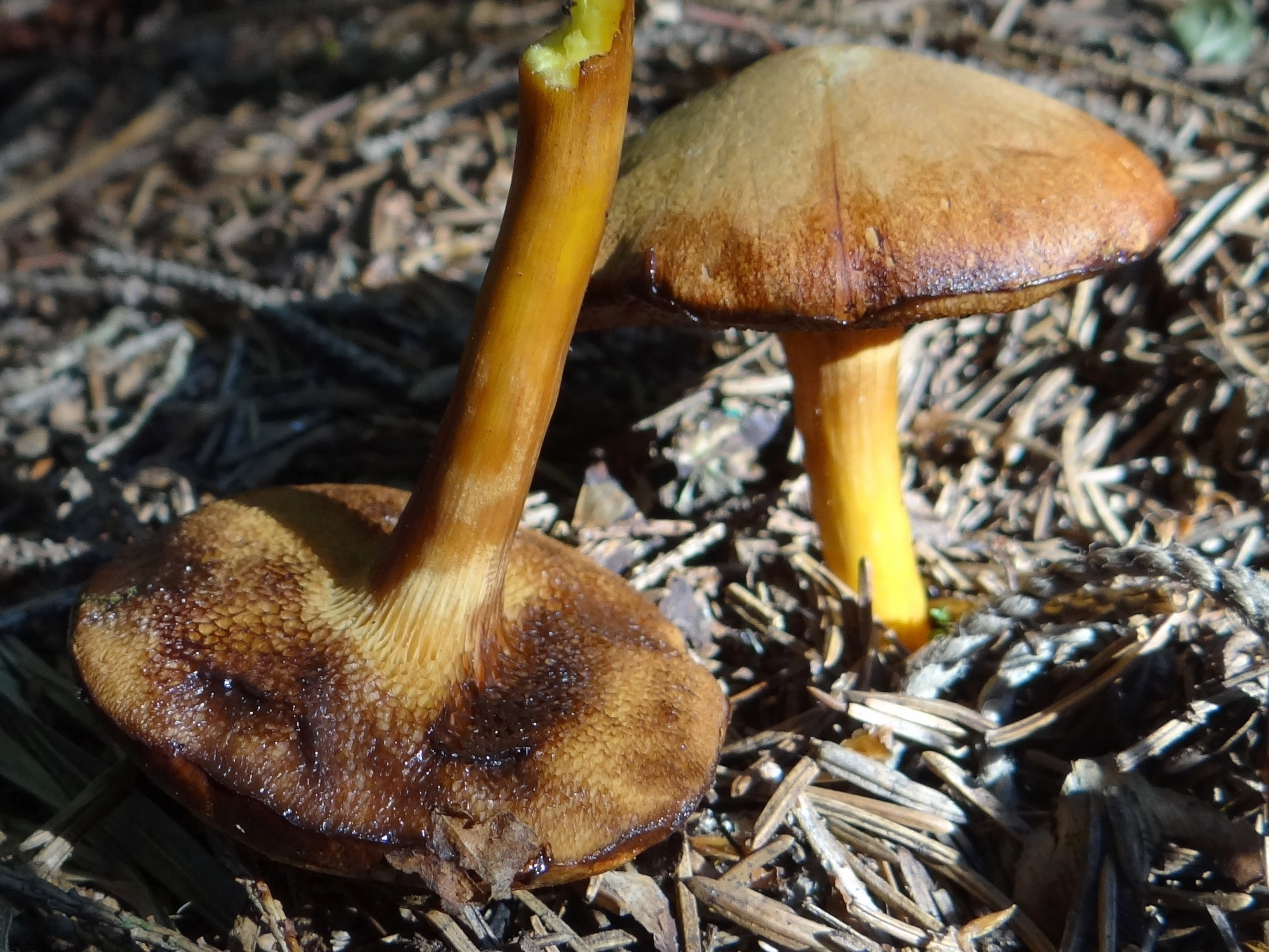
Chalciporus piperatus

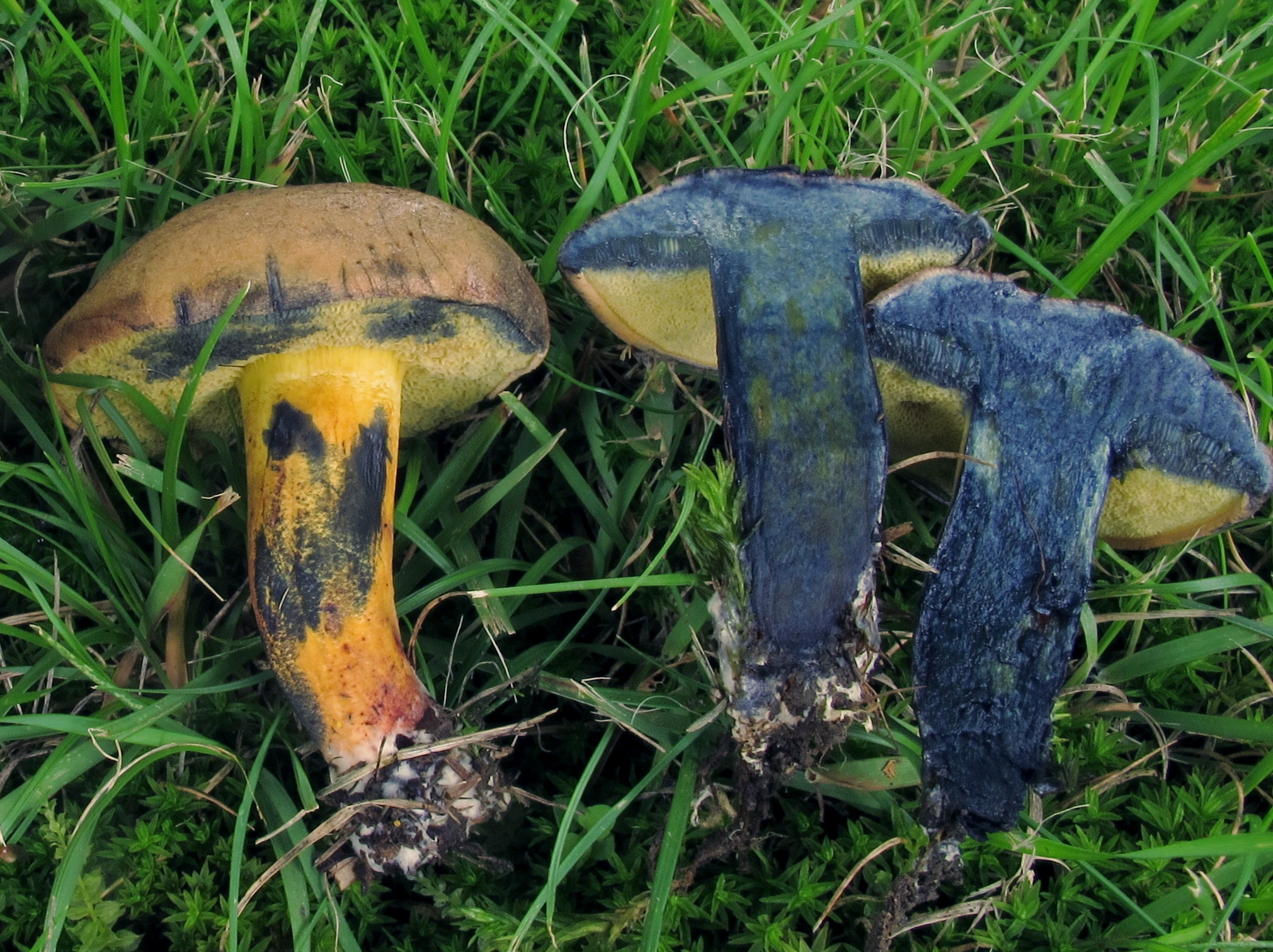
Cyano(boletus) pulverulentus
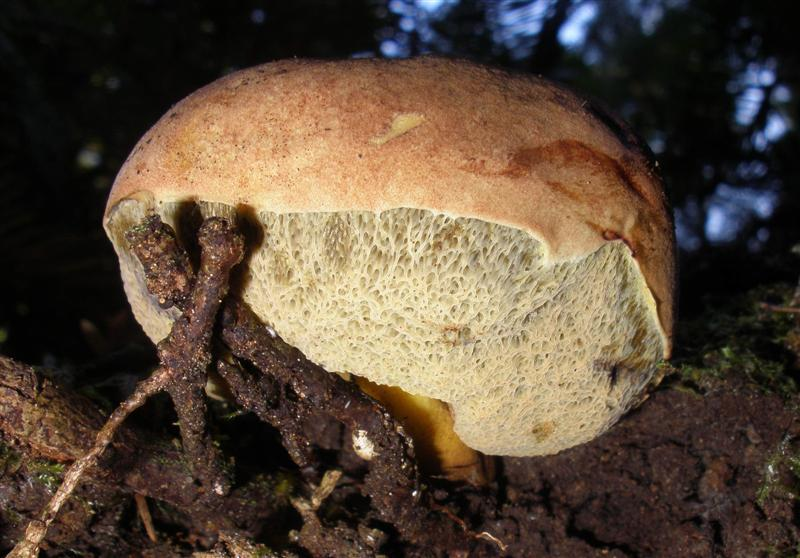
Gastroboletus turbinatus
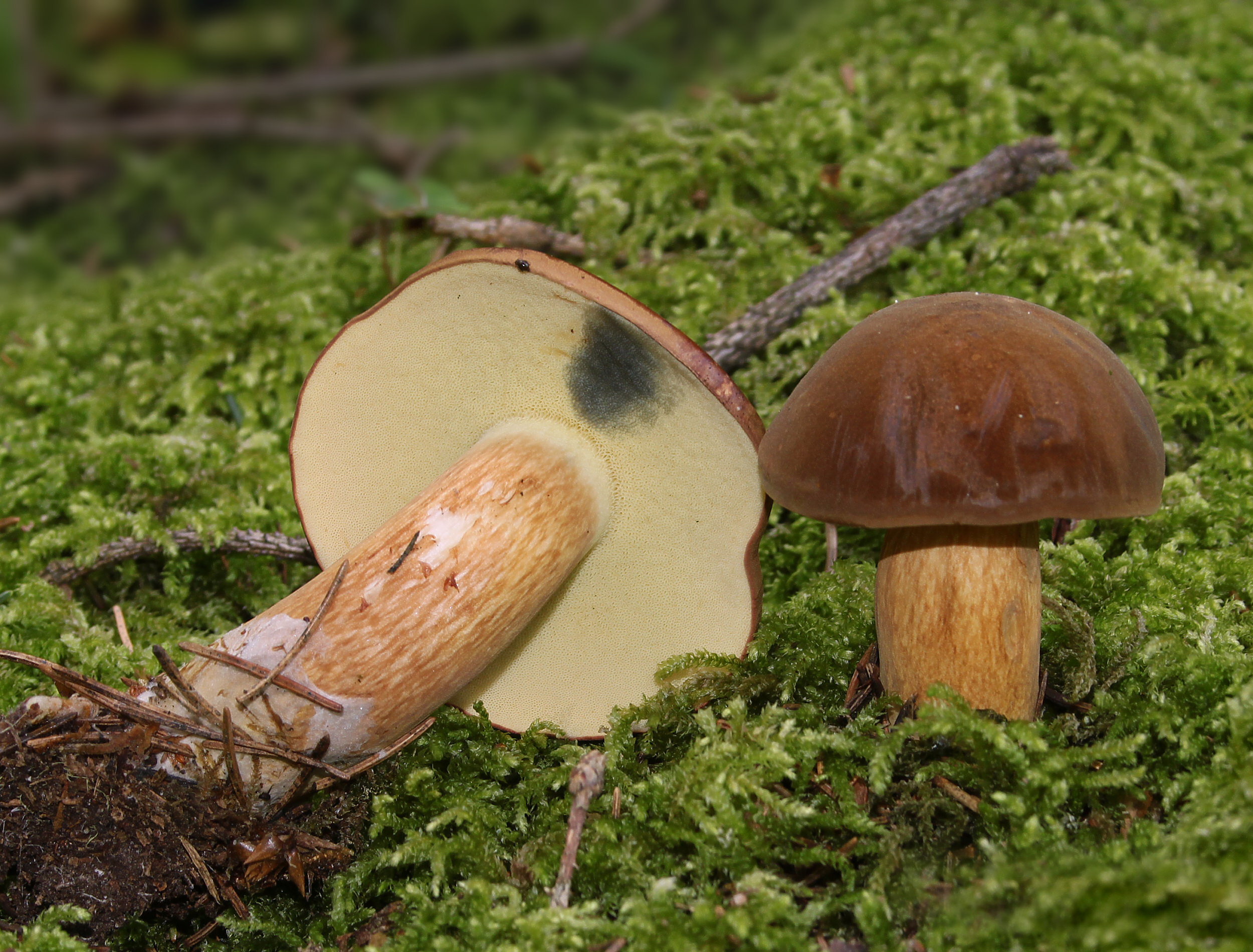
Imleria badia sin. Boletus/Xerocomus badius
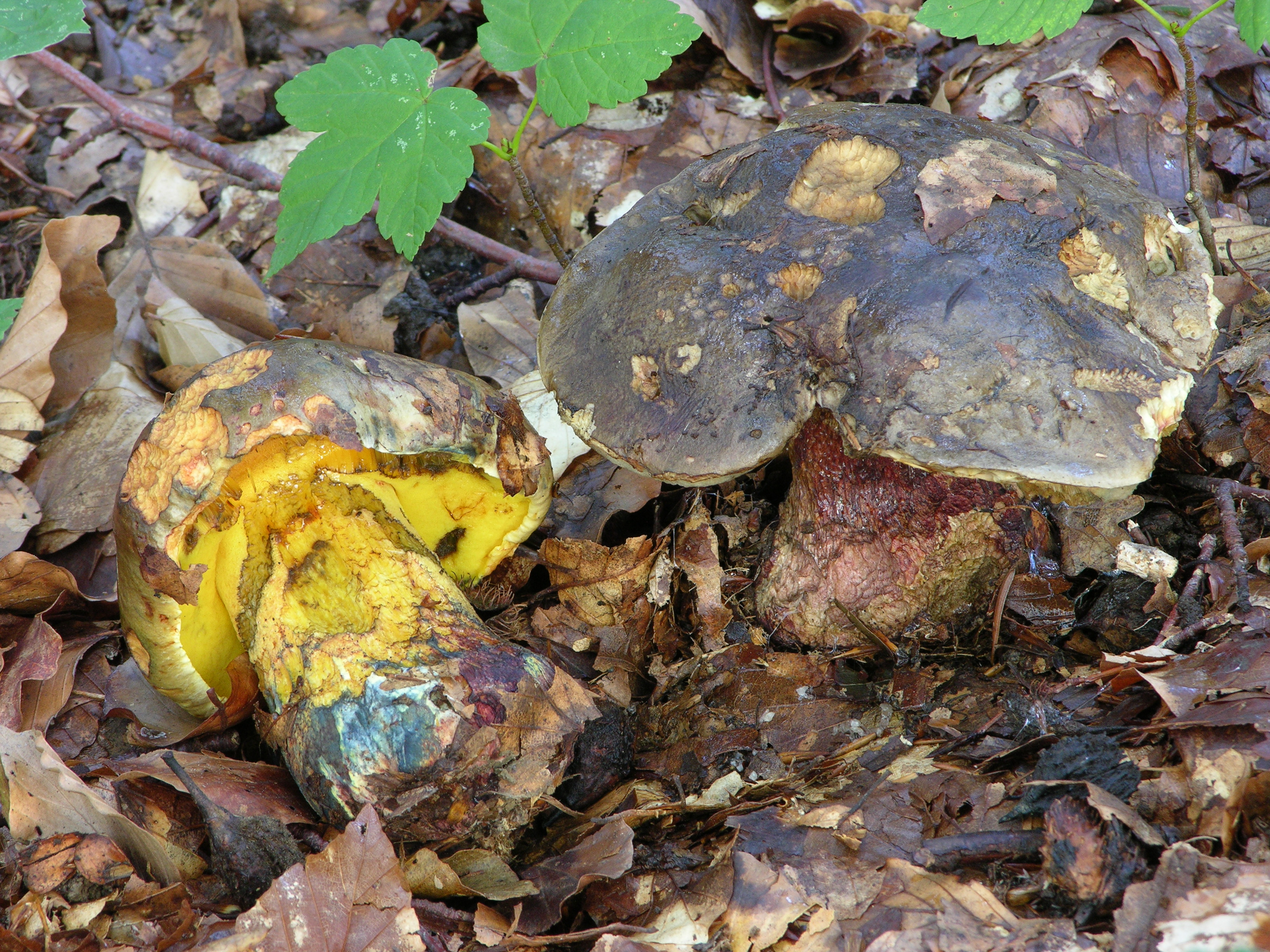
Imperator (Boletus) torosus
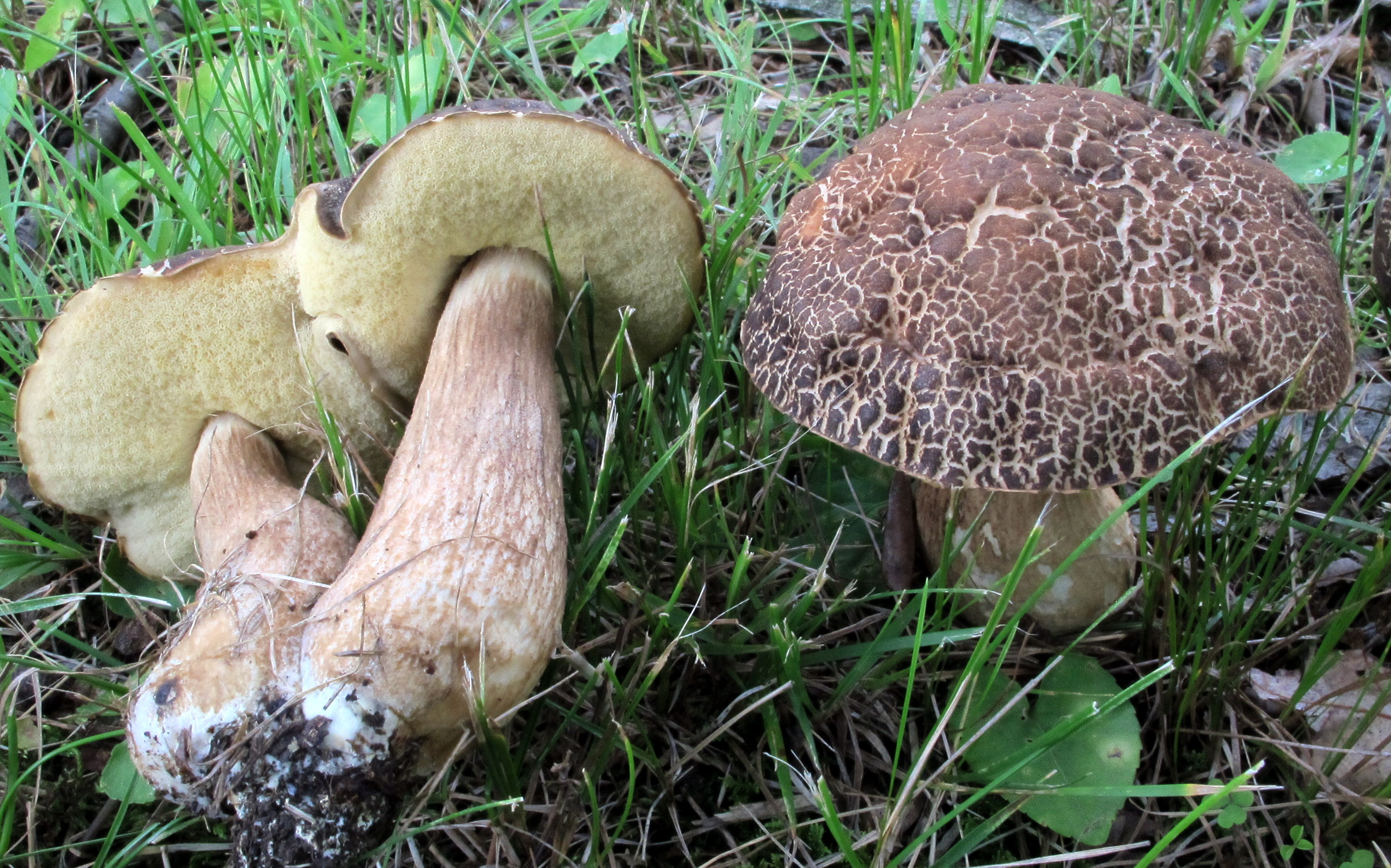
Leccinellum crocipodium
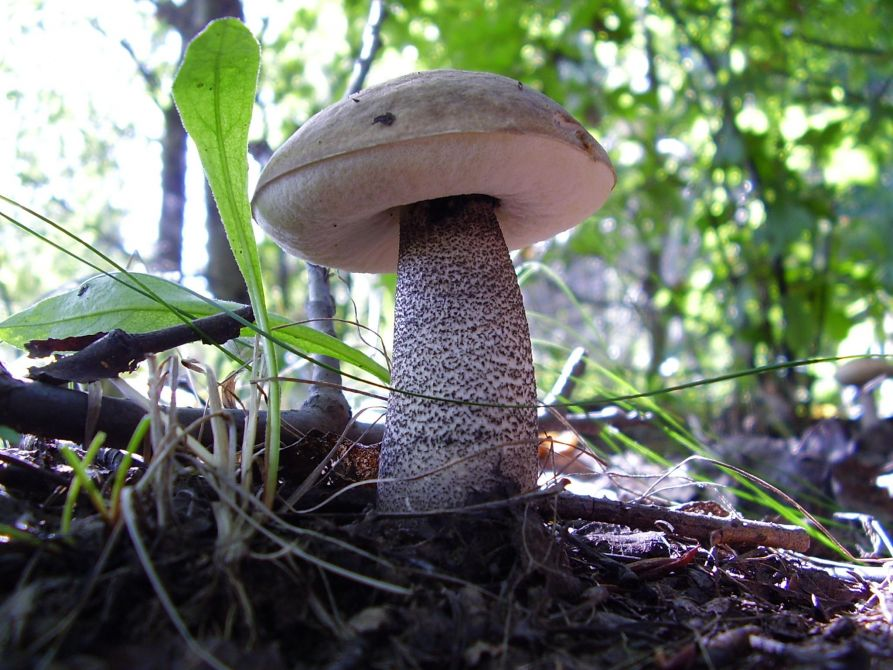
Leccinum duriusculum
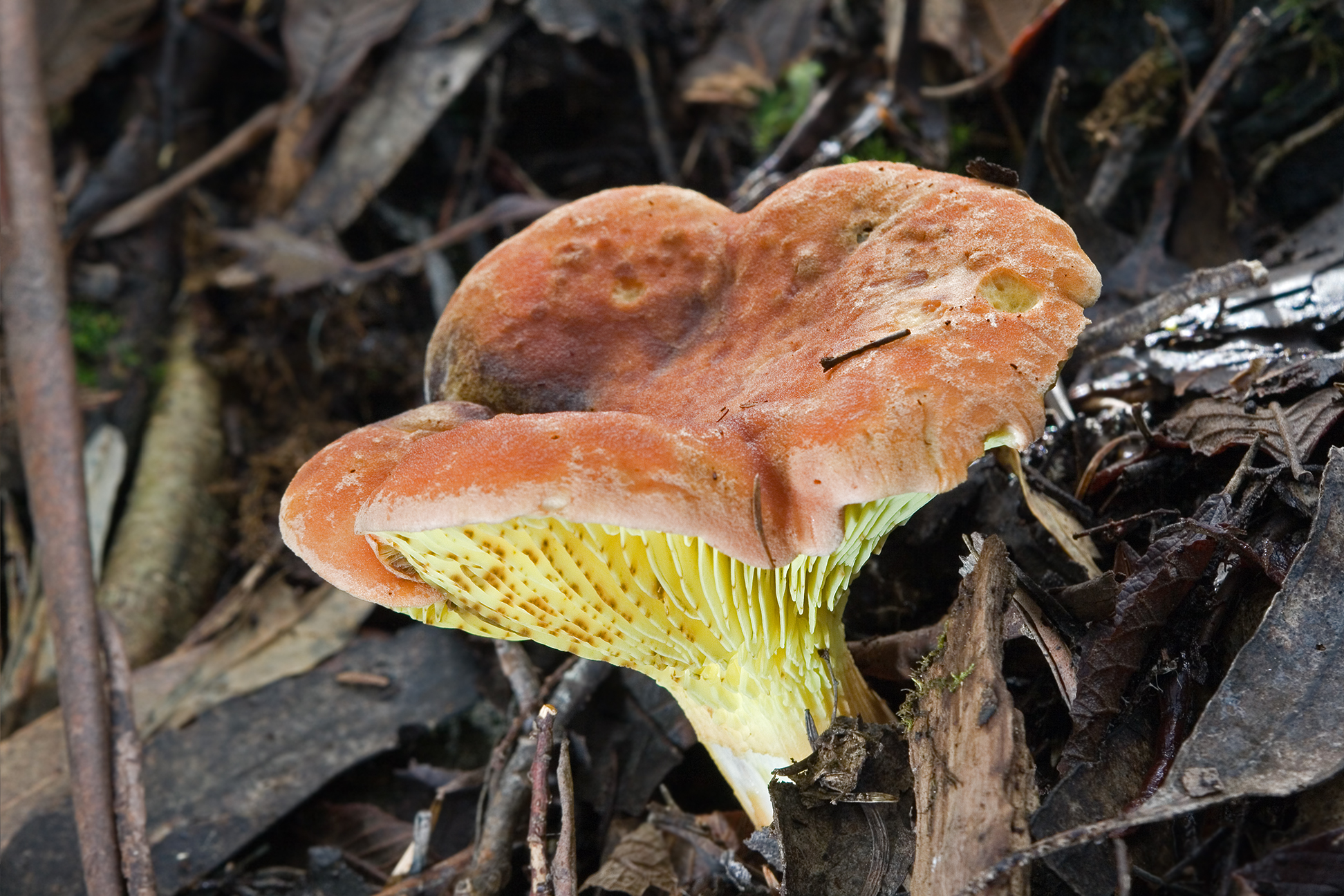
Phylloporus pelletieri sin. Phylloporus rhodoxanthus
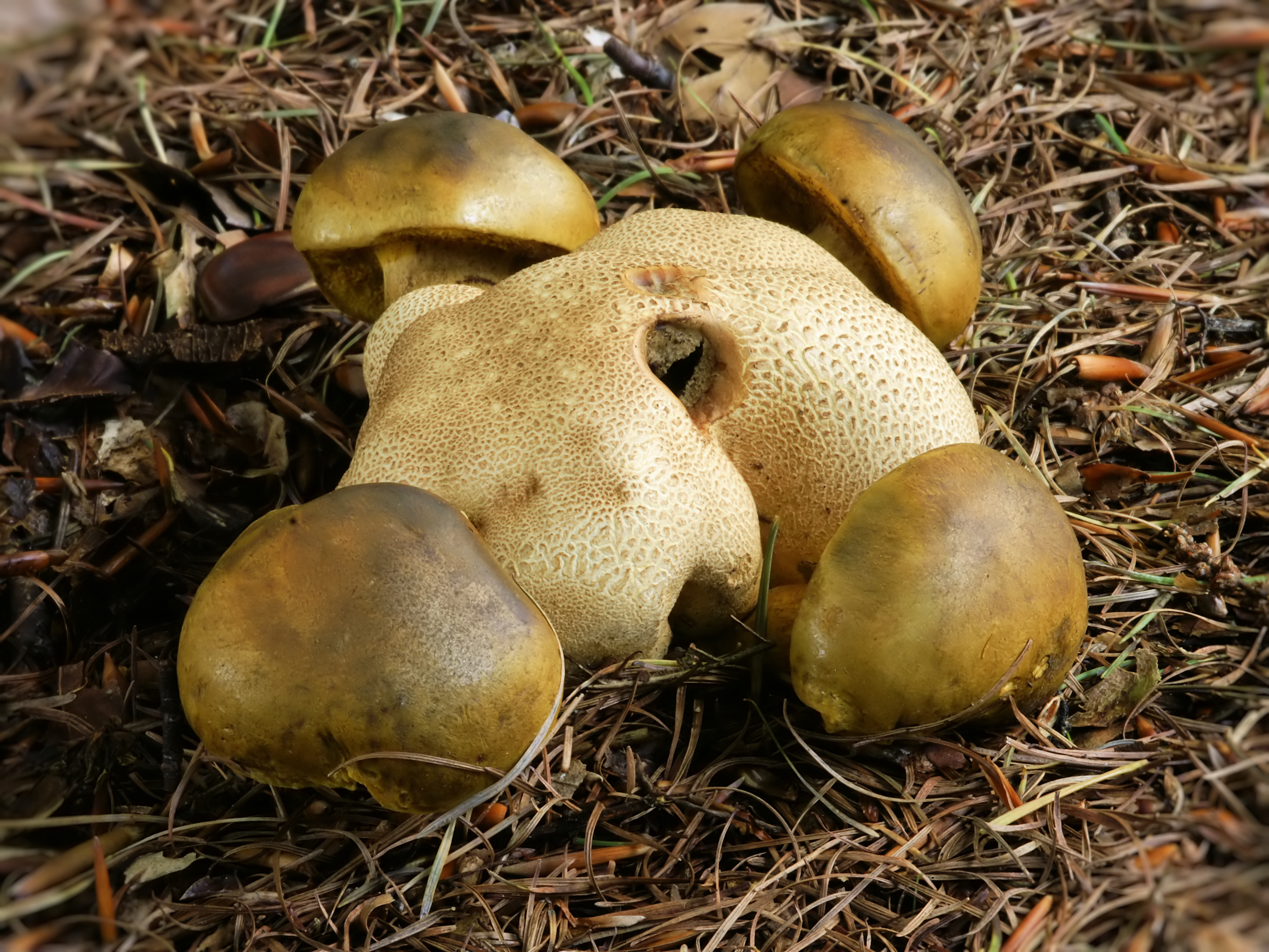
Pseudoboletus (Xerocomus) parasiticus

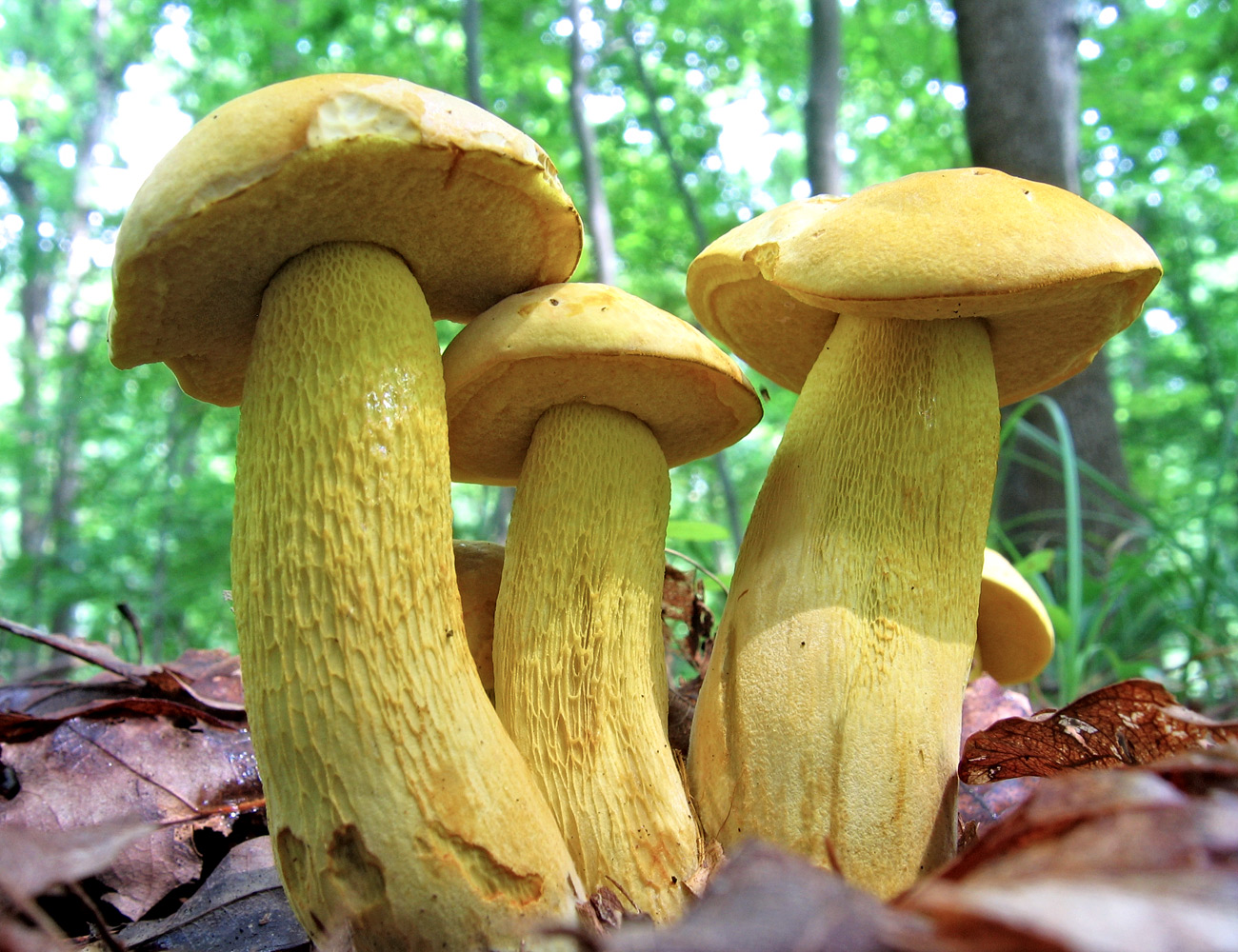
Retiboletus ornatipes
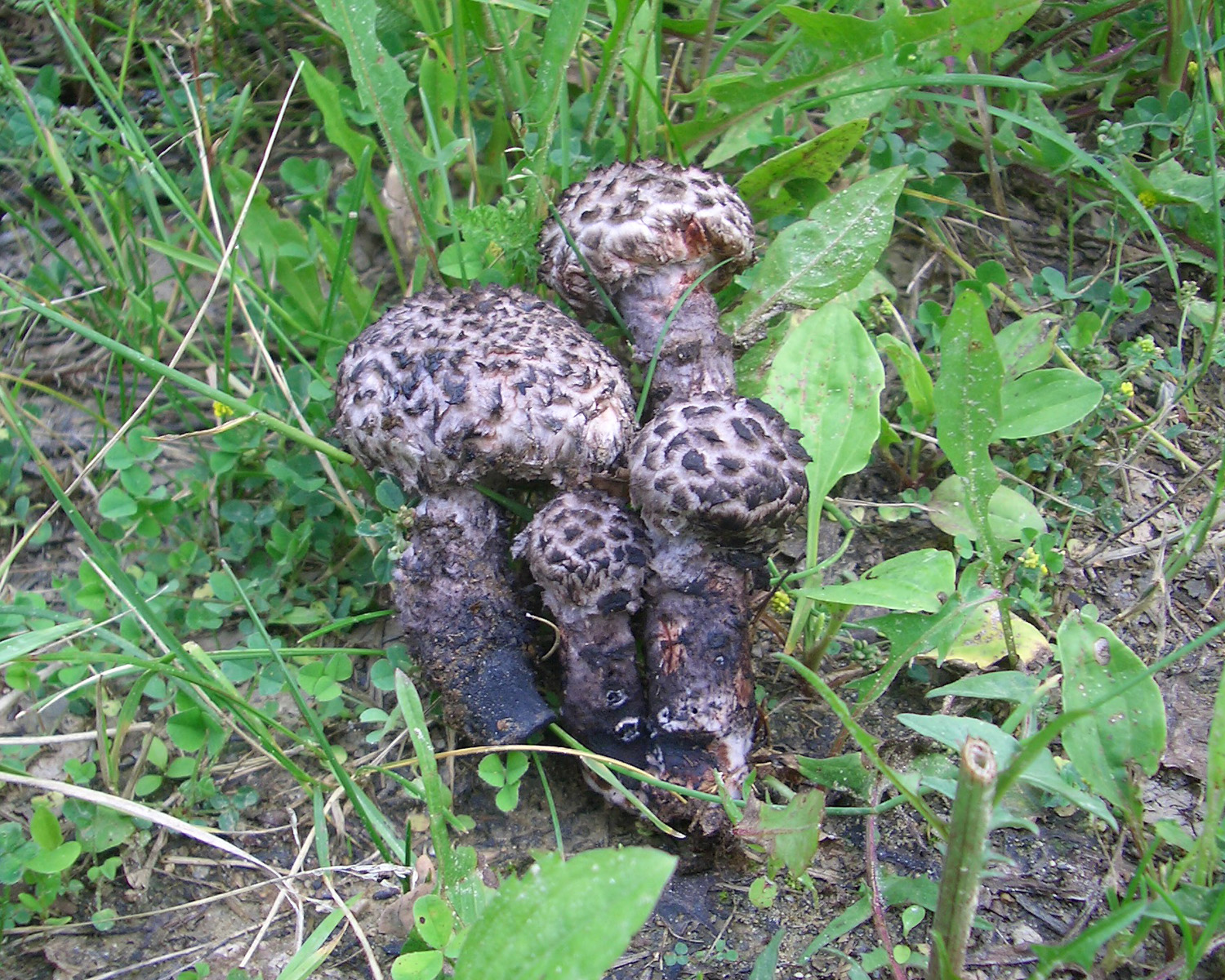
Strobilomyces strobilaceus
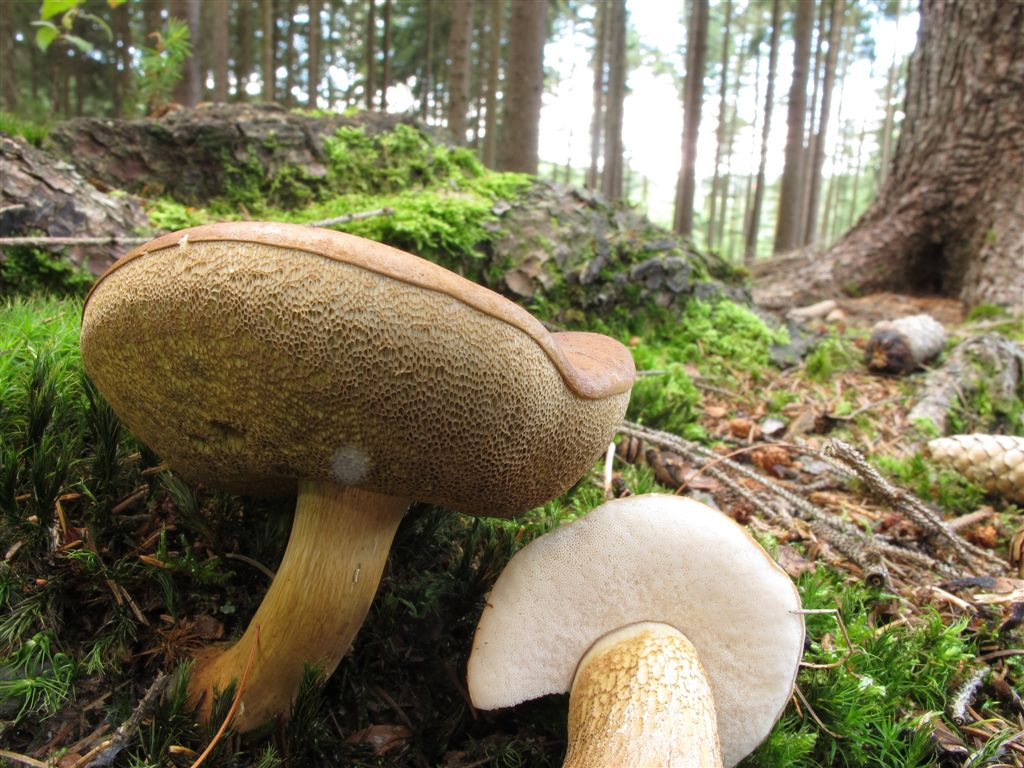
Tylopilus felleus
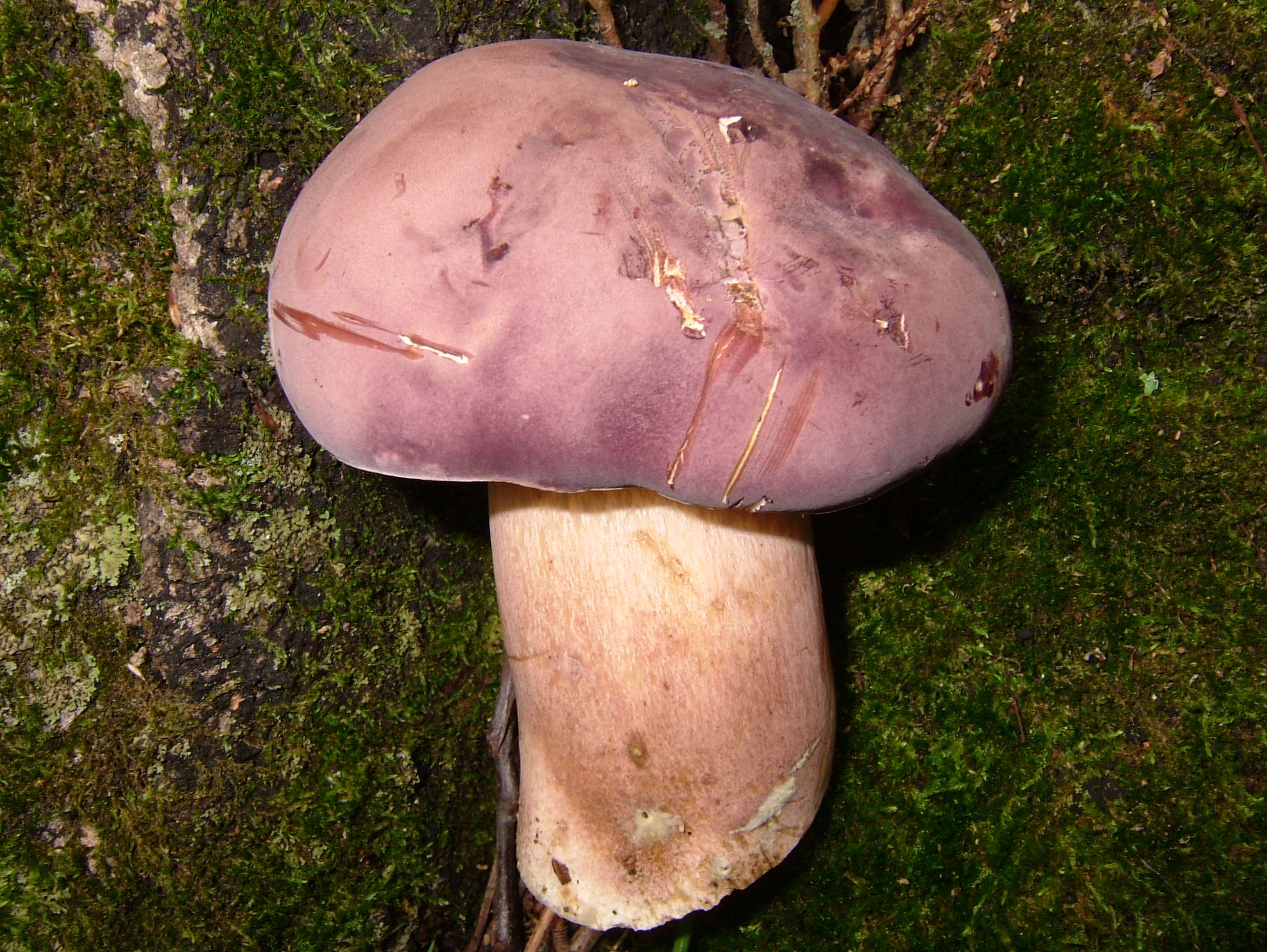
Xanthoconium purpureum
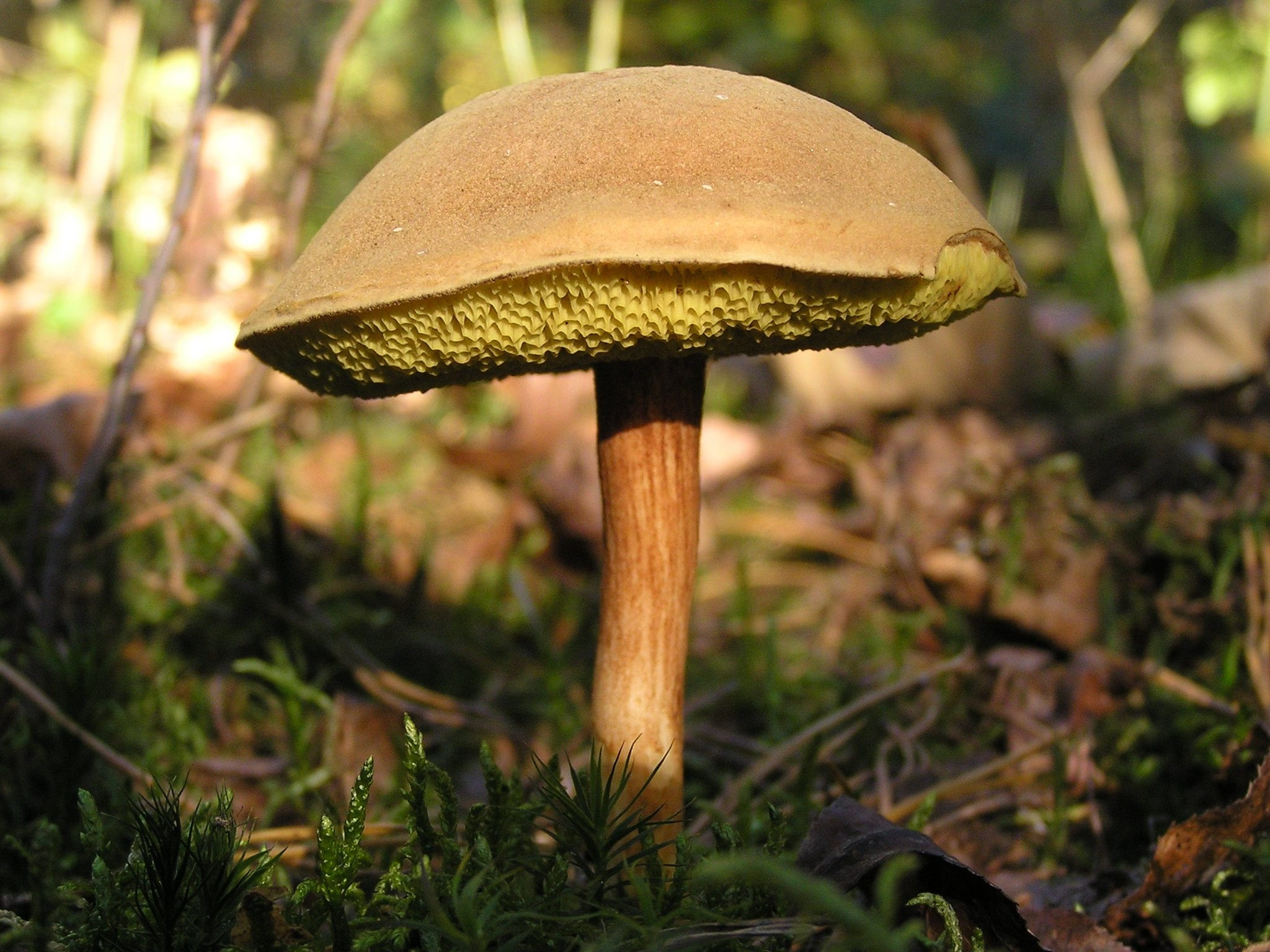
Xerocomus subtomentosus